# Durup Sogn (Rebild Kommune)
 For alternative betydninger, se Durup Sogn. (Se også artikler, som begynder med Durup Sogn)
Durup Sogn er et sogn i Rebild Provsti (Aalborg Stift).
I 1800-tallet var Binderup Sogn og Durup Sogn annekser til Kongens Tisted Sogn. Alle 3 sogne hørte til Gislum Herred i Aalborg Amt. Kongens Tisted-Binderup-Durup sognekommune indgik før kommunalreformen i 1970 i Rørbæk-Nørager Kommune. Den blev ved selve kommunalreformen indlemmet i Nørager Kommune, der ved strukturreformen i 2007 indgik i Rebild Kommune.
I Durup Sogn ligger Durup Kirke.
I sognet findes følgende autoriserede stednavne:
- Durup (bebyggelse, ejerlav)
- Gammel Nørager (bebyggelse, ejerlav)
- Nørager (bebyggelse)
- Vøvelholm (bebyggelse, ejerlav)
- Ømark (bebyggelse, ejerlav)